# Norra Hammaren
Norra Hammaren är ett naturreservat i Arboga kommun i Västmanlands län.
Området är naturskyddat sedan 2014 och är 19 hektar stort. Reservatet ligger väster om en delvis igenväst vik i norra Hjälmaren och består av lövskog med ek, lind, alm och lönn. Vid stranden finns sumpskog med al och björk